# Pulmonaria mollis
Pulmonaria mollis is een plant in de ruwbladigenfamilie.
In het Duits wordt ze Weiches Lungenkraut, 'zacht longkruid' genoemd. In het Nederlands komt men soms de naam 'behaard longkruid' en soms de naam 'zacht longkruid' tegen.

## Beschrijving
De recht opstijgende stengel van deze meerjarige plant bereikt een hoogte van 15 tot 50 cm. De bladeren zijn aan de bovenzijde met glanzende, korte haren bedekt. En heel enkele keer tonen de bladeren kleine lichtgroene vlekken. De grondstandige bladeren zijn breed elliptisch en 20 tot 30 cm lang. De bovenste stengelbladeren zijn 4 tot 10 cm lang, gepunt en 2-4 cm breed.

## Verspreiding
Pulmonaria mollis komt van nature voor in Zuidoost- en Midden-Europa, van Duitsland en Polen tot Italië, Griekenland, en in Rusland tot in Siberië. In gebergten komt ze voor tot in de subalpine zones tot 1800 meter.

## Gebruik
De soort wordt verhandeld, o.a. de cultivar Pulmonaria mollis 'Samobor'.